# Guerra Luso-Leonesa (1162-1165)
A Guerra Luso-Leonesa 1162-1165 foi um conflito entre Portugal e o Reino de Leão. Deveu-se a disputas entre D. Afonso Henriques e o rei Fernando II de Leão, que interferia na política externa portuguesa. 

## Contexto
Depois da morte do Imperador Afonso VII de Leão em 1157, os seus domínios foram divididos entre os seus filhos Sancho III, que ficou com Castela e Fernando II, a quem coube Leão. Mediante o Convénio de Sahagún, os dois irmãos concordaram em dividir Portugal entre si caso a oportunidade surgisse mas, falecido Sancho III pouco depois, Afonso Henriques declarou guerra a Leão em 1158. [carece de fontes?]
Durante as hostilidades o rei português assinou uma aliança com Aragão. A sua filha, D. Mafalda desposaria o herdeiro de Aragão D. Afonso, filho da rainha Petronila de Aragão e do conde Raimundo Berengário IV de Barcelona, que propusera o pacto. Depois disto, foi selada a paz com Leão, em finais de 1160.[carece de fontes?]
A fundação de Cidade Rodrigo por D. Fernando II, em 1161, causou distúrbios na região e, na vizinha Salamanca estala a revolta dos seus cavaleiros-vilãos. Juntaram-se a eles os cavaleiros castelhanos de Ávila e os cavalerios leoneses de Zamora mas foram, porém, todos destroçados na Batalha de Valmuza, perto de Salvatierra de Tormes.
No Verão de 1162 faleceu o conde de Barcelona. D. Fernando II conseguiu então que a rainha Petronilha anulasse o acordo de casamento entre o seu filho e a filha de D. Afonso Henriques.

## Decorrer das hostilidades
Afonso Henriques tomou posse da região de Limia, na Galiza, em 1162. Em Dezembro deste ano, o rei forneceu armas a todos os moradores, cavaleiros e peões de Mós, vila junto à fronteira com Leão à qual outorgou foral, para que pudessem defender o seu castelo.
Em Castela prosseguiam as lutas internas entre os Laras e Castros pelo domínio sobre o seu jovem rei, disputas em que o rei de Leão se envolvia. Não conformados com a sua derrota, em Janeiro de 1163 os cavaleiros de Salamanca reacenderam a revolta e pediram ajuda a D. Afonso Henriques. Recebido o pedido de auxílio dos salamantinos, D. Afonso Henriques avançou em Leão no mesmo mês e tomou posse da cidade.
No Verão seguinte, o rei leonês derrota os portugueses na Batalha dos Campos de Arganara e obriga-os a retirarem-se Leão. Regressado a Portugal, D. Afonso Henriques concedeu forais a Trancoso, Marialva, Aguiar da Beira, Celorico da Beira, e Moreira do Rei. A sua derrota em Leão levou-o a focar-se mais na segurança da sua fronteira oriental, que dependia mais da vinculação de gente e de cavaleiros àquela terra do que da sorte das armas no campo de batalha.
Expulso de Leão, na Primavera de 1165 o rei português marchou novamente sobre a Galiza, ocupou Toronho e conquistou o Castelo de Cedofeita, perto de Pontevedra. De Cedofeita, dirigiu ataques contra Pontevedra, Riba d'Ávia e Ourense.
O rei D. Fernando II encontrou-se novamente com Afonso Henriques, em Pontevedra, em Maio de 1165 e assinaram a paz.

## Consequências
Em troca de paz, Fernando II comprometia-se a casar com a infanta D. Urraca, filha de Afonso Henriques, apesar do impedimento canónico que tornava o casamento proibido pela Igreja, pois tinham o mesmo bisavô. Deste casamento nasceu o futuro rei Afonso IX de Leão.
Os territórios fronteiriços de Limia e Toronho foram anexados a Portugal mas não ficariam na posse de D. Afonso Henriques durante muito tempo. Tal como a paz anterior, esta não duraria muito tempo e seriam renovadas as hostilidades entre Portugal e Leão apenas dois anos mais tarde.